# Dowhe Pole (Uschhorod)
Dowhe Pole (ukrainisch Довге Поле; russisch Долгое Поле Dolgoje Pole, slowakisch Dovhé/Dolha, ungarisch Unghosszúmező, dt. Langenfeld) ist ein Dorf im Rajon Uschhorod in der Oblast Transkarpatien in der westlichen Ukraine.
Der Ort wurde im 14. Jahrhundert zum ersten Mal als Hozuymezow de Homonna urkundlich erwähnt und hat etwa 600 Einwohner. Verwaltungstechnisch bildete er zusammen mit dem Nachbardörfern Barwinok und Pidhorb sowie dem Hauptort Baranynzi bis 2017 eine Landratsgemeinde, am 23. Mai 2017 wurde das Dorf ein Teil der neugegründeten Landgemeinde Baranynzi (Баранинська сільська громада Baranynska silska hromada).
Bis 1919 gehörte der Ort zum Kaiserreich Österreich-Ungarn beziehungsweise Ungarn, danach als Teil der Karpato-Ukraine zur Tschechoslowakei. Mit der Annektierung kam es 1938–1945 wieder zu Ungarn, ab 1945 ist der Ort ein Teil der Sowjetunion beziehungsweise seit 1991 Teil der Ukraine.